# Tjeldsund
Gmina Tjeldsund (norw. Tjeldsund kommune) – norweska gmina leżąca w okręgu Troms. Jej siedzibą jest miasto Hol i tjeldsund.
Tjeldsund jest 267. norweską gminą pod względem powierzchni.

## Demografia
Według danych z roku 2005 gminę zamieszkuje 1421 osób. Gęstość zaludnienia wynosi 4,48 os./km². Pod względem zaludnienia Tjeldsund zajmuje 375. miejsce wśród norweskich gmin.
| ludność stan na 1 stycznia 2005 |         |           |       |
|                                 | kobiety | mężczyźni | razem |
| osób                            | 707     | 714       | 1421  |
| %                               | 49,75%  | 50,25%    | 100%  |

| wykształcenie stan na 1 października 2004 |        |         |        |        |
|                                           | podst. | średnie | wyższe | niezn. |
| osób                                      | 324    | 675     | 154    | 12     |
| %                                         | 27,81% | 57,94%  | 13,22% | 1,03%  |

## Edukacja
Według danych z 1 października 2004:
- liczba szkół podstawowych (norw. grunnskolar): 4
- liczba uczniów szkół podst.: 151

## Władze gminy
Według danych na rok 2011 administratorem gminy (norw. rådmann) jest Geir Halvorsen, natomiast burmistrzem (norw. ordfører, d. borgermester) jest Bjørnar Osvald Pettersen.